# Stingray (Fernsehserie)
Stingray ist der Titel einer US-amerikanischen Fernsehserie aus den Jahren 1985 bis 1987 nach einer Idee von Stephen J. Cannell. Sie handelt von einem Mann ohne Namen, der sich selbst nur Ray nennt. Hilfesuchende rufen ihn an oder wissen, wo er zu finden ist. Die Corvette, die der Serie den Namen gab, ist sein Markenzeichen.

## Inhalt
Ray fährt eine schwarze 1965er Corvette C2 Sting Ray. Mit diesem markanten Auto inseriert er in Zeitungen Südkaliforniens und bietet seine Hilfe an: ’65 schwarzer Stingray – nur auf Tauschbasis bei einer angemessenen Beteiligung! Telefon: 555-7687. Hinterlasse eine Nachricht. Naheliegend dabei ist, dass Hilfesuchende durch Mundpropaganda die eigentliche Bedeutung dieses Tauschangebotes kennen. Eine Bezahlung lehnt Ray ab. Als Gegenleistung verlangt er das Versprechen, dass der oder die Betroffenen ihm irgendwann ebenfalls einen Gefallen erweisen – was immer es auch sei.
Rays Herkunft liegt im Dunkeln. Vermutlich bekam er eine militärische Einzelkämpferausbildung und war in Vietnam stationiert. Immer wieder wird angedeutet, dass er früher für die Regierung gearbeitet hat. Insbesondere in der Folge Armee ohne Schatten kommt diese Andeutung zur Geltung, dass er früher an einem Regierungsprogramm des Geheimdienstes teilnahm. In dieser Episode sollen Studenten mit Hilfe von Drogen zu professionellen Killern ausgebildet werden. Der namenlose Auftraggeber – gespielt von Robert Vaughn – behauptet hier, er kenne Ray seit zehn Jahren. Er sagt zum leitenden Professor Brainard, dass Ray nicht ins Profil passe und er ihn erschaffen habe. In der Folge Der Fernsehstar gibt es ein weiteres Indiz zu seiner früheren Tätigkeit für die Regierung. In dieser Folge wird bekannt, dass Stingray sein ehemaliger Deckname ist, dieser codiert und für niemanden zugänglich ist.
Ray ist ein geschickter Fahrer und ein Meister der Selbstverteidigung. Er schafft es perfekt, seine Spuren zu verwischen und seine Identität zu verschleiern. Die Corvette z. B. wird bei Überprüfungen des Kennzeichens dem Fuhrpark des Gouverneurs von Kalifornien oder dem des Präsidenten der Vereinigten Staaten zugeordnet. Es existieren keine Daten über ihn, keine Lohnsteuerkarte und kein Waffenschein. Falls doch personenbezogene Daten gefunden werden, stellen sie sich später als manipuliert heraus.
Ray verfügt über ein fotografisches Gedächtnis, kann porträtieren, Schnelllesen, seinen Herzschlag durch Meditation verlangsamen und ist ein erfahrener Hacker.

## Musik
Die einleitende Titelmelodie stammt von Mike Post und Pete Carpenter.

## Auszeichnungen
Die Serie gewann 1986 den Primetime Emmy Award in der Kategorie Beste Titelgestaltung und wurde 1987 für einen weiteren in der Kategorie Tonschnitt mit der Folge Zwillinge nominiert.

## Synchronisation
Die deutsche Synchronisation entstand im Auftrag der Arena Film GmbH & Co. Synchron KG damals noch in Berlin-Lankwitz, für die Dialogregie und das deutsche Dialogbuch war Thomas Danneberg verantwortlich, der den Titelhelden auch synchronisierte.
| Rolle                                                    | Darsteller      | Sprecher           |
| -------------------------------------------------------- | --------------- | ------------------ |
| Stingray                                                 | Nick Mancuso    | Thomas Danneberg   |
| Tony Mendosa im Pilotfilm                                | Gregory Sierra  | Lothar Blumhagen   |
| Namenloser Auftraggeber in der Folge Armee ohne Schatten | Robert Vaughn   | Lothar Blumhagen   |
| Harmony Masters/Janis Rubin                              | Shannon Tweed   | Joseline Gassen    |
| Colette Tran                                             | Rosalind Chao   | Monica Bielenstein |
| Pat Morel                                                | Roberts Blossom | Wolfgang Spier     |
| Mann mit dem Ziegenbart                                  | James Hong      | Joachim Pukaß      |

## Episodenliste
| Ausstrahlung            | Episode   | Originaltitel                         | deutscher Titel                             |
| ----------------------- | --------- | ------------------------------------- | ------------------------------------------- |
| 1985-07-14 (95 Minuten) | Pilotfilm | Stingray                              | Mendosas Rache                              |
| 1986-03-11              | S1-01     | Ancient Eyes                          | Ängstliche Augen                            |
| 1986-03-25              | S1-02     | Ether                                 | Die Wunderdroge                             |
| 1986-04-01              | S1-03     | Below the Line                        | Verschwunden in der Tiefe                   |
| 1986-04-08              | S1-04     | Sometimes You Gotta Sing the Blues    | Manchmal bleibt dir nur der Blues           |
| 1986-04-15              | S1-05     | Abnormal Psych                        | Armee ohne Schatten                         |
| 1986-04-29              | S1-06     | Orange Blossom                        | Lotusblume                                  |
| 1986-05-06              | S1-07     | Less than the Eye Can See             | Der unsichtbare Tod                         |
| 1986-05-13              | S1-08     | That Terrible Swift Sword             | Schwester Allisons Kreuzzug                 |
| 1987-01-09              | S2-01     | The Greeter                           | Tommy, der Spinner                          |
| 1987-01-16              | S2-02     | Gemini                                | Zwillinge                                   |
| 1987-01-23              | S2-03     | Playback                              | Unternehmen „Playback“                      |
| 1987-01-30              | S2-04     | Bring Me the Hand That Hit Me         | Bring mir die Hand, die mich geschlagen hat |
| 1987-02-06              | S2-05     | Echoes                                | Echos der Vergangenheit                     |
| 1987-02-20              | S2-06     | The First Time Is Forever             | Tödliche Recherchen                         |
| 1987-02-27              | S2-07     | Autumn                                | Oktoberregen                                |
| 1987-03-06              | S2-08     | The Neniwa                            | Der heilige Stein                           |
| 1987-03-20              | S2-09     | The Second Finest Man Who Ever Lived  | Der zweitbeste Mann                         |
| 1987-03-27              | S2-10     | Night Maneuvers                       | Nachtmanöver                                |
| 1987-04-03              | S2-11     | Cry Wolf                              | Der Fernsehstar                             |
| 1987-04-10              | S2-12     | Blood Money                           | Die Gang                                    |
| 1987-04-17              | S2-13     | Anytime, Anywhere                     | Rückkehr nach Saigon                        |
| 1987-05-01              | S2-14     | Caper                                 | Ein perfektes Drehbuch                      |
| 1987-05-08              | S2-15     | One Way Ticket to the End of the Line | Ginny und ihr Vater                         |

## Video-DVD
Am 1. April 2008 erschien die vollständige Serie in den USA und Kanada auf DVD.
In Deutschland erschien die erste Staffel am 12. April 2013 auf DVD, die zweite Staffel am 3. Mai 2013.